# 敏捷管理
敏捷管理（英語：Agile management）指一种自发的、自适应的、低粒度的和演化的管理思想。它將敏捷软件开发和精實專案管理的原則應用於各種管理流程，特別是產品開發。
「敏捷」一詞起源於敏捷製造。1991年1月，羅傑·N·內格爾（Roger N. Nagel）出版了《21世紀製造企業策略》（21st Century Manufacturing Enterprise Strategy-an Industry led View）一書。2001年敏捷軟體開發宣言发表后，敏捷技術開始傳播到其他活動領域。2004年，最初提倡敏捷管理宣言的作者之一吉姆·海史密斯發表《敏捷項目管理：創建創新產品》（Agile Project Management: Creating Innovative Products）一書。
「敏捷（專案）管理」雖然有比如ISO 21502:2020標準將「敏捷」一詞稱為產品的交付方法，但尚未被任何制定專案管理標準的國際組織所採用。
敏捷管理一般具有四大價值觀理念以及十二項原則，其中的四大價值觀理念分別是：個人與互動、可用的軟體、與客戶合作、回應變化。